# Osterøy
Osterøy es un municipio y una isla de la provincia de Hordaland, Noruega. Se encuentra ubicado en el distrito tradicional de Nordhordland. El municipio tiene una población de 7842 habitantes según el censo de 2015 y abarca la mayor parte de la isla de Osterøy. El centro administrativo de Osterøy es el pueblo de Lonevag, en la parte central de la isla, mientras que el asentamiento con mayor población es Valestrandfossen, con 1148 habitantes al 1 de enero de 2014.
El municipio de Osterøy cubre la mayor parte de la isla del mismo nombre y la parte noroeste de la isla, deshabitada, pertenece al municipio de Vaksdal. Osterøy se encuentra al noroeste de la ciudad de Bergen, y está rodeado por el Osterfjorden, Sørfjorden y Veafjorden. El músico del siglo XIX y compositor, Ole Bull tenía una casa de verano en Valestrandfossen. Havra, la granja histórica que representa la forma tradicional de vida de los agricultores, se localiza del lado sur de la isla. 

## Geografía
El municipio se encuentra en la isla de Osterøy y está rodeado por varios fiordos: Osterfjorden-Romarheimsfjorden, Sørfjorden y Veafjorden. La montaña más alta en el municipio es el Høgafjellet de 868 metros (2848 pies) en la frontera municipal con Vaksdal. 

### Asentamientos
Osterøy tiene cuatro asentamientos urbanos; al 1 de enero de 2012 son Valestrandfossen (1101 habitantes), Lonevåg (572 habitantes), Hausvik (561 habitantes) y Fotlandsvåg (254 habitantes). Otros asentamientos rurales en Osterøy incluyen Austbygdi, Bruvik, Gjerstad, Hamre y Hosanger.

## Historia
Osterøy es un municipio relativamente nuevo de Noruega. Fue creado el 1 de enero de 1964 como parte de una fusión municipal propuesta por el Comité Schei. Osterøy fue creado a partir de territorios de cuatro municipios diferentes. Las siguientes áreas se fusionaron para formar el nuevo municipio:
- Todo el municipio de Haus que se encuentra en la isla de Osterøy (población: 2327)
- El municipio de Bruvik que se encuentra en la isla de Osterøy (población: 409)
- Todo el municipio de Hosanger que se encuentra en la isla de Osterøy (población: 1616)
- El municipio de Hamre que se encuentra en la isla de Osterøy (población: 1166)

### Nombre
El municipio fue denominado con el nombre de la isla. Inicialmente la isla se llamaba Ostr en nórdico antiguo. El último elemento de su nombre actual, øy, que significa «isla» en noruego, se añadió más tarde. El significado del nombre es desconocido, pero se especula que podría tratarse de «el arco del cuello».